# Wacława Wojtala
Wacława Wojtala (ur. 31 maja 1951 w Janczewicach) – polska ekonomistka, urzędniczka państwowa, w latach 2001–2007 podsekretarz stanu w Ministerstwie Zdrowia.

## Życiorys
Ukończyła Szkołę Główną Planowania i Statystyki w Warszawie. W 1980 uzyskała stopień doktora nauk ekonomicznych. W późniejszych latach uzupełniała wykształcenie na studiach podyplomowych i kursach związanych z ekonomiką służby zdrowia i problematyką integracji europejskiej (w Polsce, Danii, Holandii, Norwegii i Japonii).
Od 1975 pracowała w administracji rządowej, przechodząc kolejne szczeble zawodowe w Komisji Planowania przy Radzie Ministrów (następnie Centralnym Urzędzie Planowania). W 1991 została doradcą wicepremiera w Urzędzie Rady Ministrów. Po przejęciu zadań URM przez Kancelarię Prezesa Rady Ministrów w wyniku reformy administracyjnej (1997) w tej ostatniej instytucji objęła stanowisko radcy generalnego, a następnie jako mianowany urzędnik służby cywilnej była zastępcą dyrektora Departamentu Spraw Ekonomicznych. 
W latach 1995–1996 występowała jako ekspert Unii Europejskiej w ramach programu Phare dotyczącego reformy finansowania i organizacji ochrony zdrowia w Polsce. W latach 1995–1998 zasiadała w radzie nadzorczej Powszechnego Banku Kredytowego. Od października 2001 do grudnia 2007 pełniła funkcję podsekretarza stanu w Ministerstwie Zdrowia.